# 紅葉美緒
紅葉 美緒（あかば みお、1987年7月3日 - ）は、日本の男優である。元ATプロダクション所属、2017年4月1日より、フリーランス。栃木県出身。身長170cm。体重55kg。血液型A型。

## 人物
- 趣味・特技はドラム、空手道、水泳、書道、物真似。しかし、空手、水泳、書道はブランクがある。
- 物真似は、よく舞台などで披露する。幅広いジャンルに富んでおり、レパートリーが多い。
- 一人称は「ウチ」。

## 出演作品

### テレビドラマ
- ごくせん - ホスト 役
- 都立水商! - ホスト科の生徒 役
- ハングリー! - ホスト 役
- なるようになるさ。（第1話）
- ラズベリーボーイ!! - 今和泉あゆむ 役

### 映画
- タクミくんシリーズ「そして春風にささやいて」 - 高林泉の親衛隊 役
- タクミくんシリーズ3「美貌のディテイル」 - 片倉利久 役
- 行け!男子高校演劇部 - 大渡 役

### 舞台
- ミュージカル・テニスの王子様 - 丸井ブン太 役
  - ミュージカル『テニスの王子様』The Final Match 立海 First feat. 四天宝寺（2009年7月30日 - 10月4日、日本青年館　他）
  - ミュージカル『テニスの王子様』The Final Match 立海 Second feat. The Rivals（2009年12月17日 - 2010年3月14日、日本青年館　他）
  - ミュージカル『テニスの王子様』コンサート Dream Live ７th（2010年5月7日 - 9日、神戸ワールド記念ホール/20日 - 23日、横浜アリーナ　他）
- 『ROCK'N JAM MUSICAL III』（2010年6月27日 - 7月4日、紀伊国屋ホール） - 元 役（ダブルキャスト）
- 第5回東京パフォーマーズ倶楽部公演『浅草あちゃらか』（2010年9月16日 - 20日、品川・六行会ホール） - 福富直樹 役
- Be With Produce vol.13『THE BUTTERFLY EFFECT~Neo Loneliness~』（2010年10月15日 - 19日、池袋 シアターグリーン BIG TREE THEATER） - アラン 役(Blue moment ver.cast)
- 舞台版『世界のどこにでもある、場所2』（2010年11月30日 - 12月5日、下北沢駅前劇場） - 遠藤真一 役
- 『時空警察ヴェッカーサイト』 - ラファエル 役
- 『学園八犬伝』（2011年8月18日 - 21日、全労済ホール スペース・ゼロ） - 犬塚信乃戌孝 役
- FREE(S)プロデュース『Time Capsule-タイムカプセル-』（2011年3月29日 - 4月3日、笹塚ファクトリー　他） - 良平 役
- Be with プロデュース vol.17『Chitty Chitty Bang Bang II 「1×1=2　Only two Box」』（2011年5月25日 - 29日、ワーサルシアター） - 世羅 / 新 / 夏月 / 浩太 役
- 不消者（けされず）15回公演『青春のすたるじあ』（2011年6月15日 - 19日、相鉄本多劇場） - 川上那津男 役 ※紅葉美緒は15日 - 17日公演のみ
- 不消者（けされず）16回公演『ホスピタルビルド2011』（2011年7月27日 - 31日、中目黒キンケロシアター） - 岸田純平 役
- メモ・リアル the THEATRE!（2011年9月18日 - 10月2日、全電通ホール/ニッショーホール　他）
- にほんのうた実行委員会『男子ing!!』（2011年10月14日 - 20日、相鉄本多劇場） - タクヤ 役
- HYBRID PROJECT Vol.6『FLYING PANCAKE』（2012年2月4日 - 7日、中目黒キンケロシアター） - ROCK 役
- トライフルエンターテインメントプロデュース『ハロー・イエスタデイ』（2012年3月14日 - 18日、全労済ホール スペース・ゼロ） - 星野太一郎 役
- 舞台『ふしぎ遊戯〜青龍編〜』（2012年4月25日 - 5月2日、銀座・博品館劇場） - 婁宿(たたら) 役
- ミュージカル「コードギアス 反逆のルルーシュ -魔人に捧げるプレリュード-」（2012年6月28日 - 7月8日、天王洲銀河劇場） - C.C. 役
- Smile Earth Project『コミックス☆GOGO』（2012年8月17日 - 26日、俳優座劇場） - 一ノ瀬・アール・グレイン 役
- 『テガミ』（2012年9月12日 - 17日、池袋 シアターグリーン BIG TREE THEATER） - 本庄雅彦 役
- 劇団たいしゅう小説家 10周年記念公演 Vol.6 ai-kata 公演『Cash Mob』（2012年10月5日 - 14日、萬劇場） - ワタル 役
- 舞台版『殿といっしょ』（2012年11月21日 - 29日、吉祥寺・前進座劇場） - 浅井長政 役
- IRONBANK PRESENTS 舞台『返り咲き リビングデッド』（2012年1月18日 - 20日、恵比寿・エコー劇場） - 三条寺烈 役
- 劇団スーパー・エキセントリック・シアター タイツマンズ・バラ組LIVE『シュワッチ！』〜目指すはタイツの王子様〜（2013年2月20日 - 3月3日、赤坂 RED THEATER） - 木下豊 役
- 不消者（けされず）18回公演『冬の鼠』（2013年2月28日 - 3月10日、中目黒キンケロシアター/一心寺シアター倶楽） - 永橋健二 役（大阪公演のみ）
- LIBERUSプロデュース 東京ギロティン倶楽部第一回公演『東京奇人博覧会』（2013年4月17日 - 21日、全労済ホール スペース・ゼロ） - 引田 役
- 『コントンクラブ〜image7〜』（2013年5月29日 - 6月9日、銀座・博品館劇場）
- 劇団TEAM-ODAC 第12回本公演『猫と犬と約束の燈』（2013年7月10日 - 14日、紀伊国屋ホール） - 城井涼 役
- タンバリンプロデューサーズ 第12回公演『舞台 鬼切丸』（2013年8月3日 - 11日、吉祥寺シアター） - 聖行（じょうあん） 役
- ミュージカル『コードギアス 反逆のルルーシュ A-LIVE FANTASTIC DREAM SHOW』（2013年9月3日 - 8日、シアターGロッソ） - C.C. 役
- 『ラズベリーボーイ!!』（2013年10月9日 - 14日、シアターサンモール） - 今和泉あゆむ 役
- STAGE×12 vol.8 『25歳の同窓会』（2013年12月4日 - 7日、赤坂GENKI劇場） - タケちゃんマン（竹中武志） 役
- A☆ct Stage Vol.5 『サムライカウボーイ』（2013年12月20日、中野テアトルBONBON） - ネイルズ 役 ※日替わりゲスト
- レトロゲーム シアター 第2弾 舞台『スペランカー』（2014年2月19日 - 23日、上野ストアハウス） - イーサン 役
- Rooter×ASSH 舞台『雷ヶ丘に雪が降る』（2014年3月12日 - 16日、池袋 シアターグリーン BIG TREE THEATER　他） - 風間強羅 役
- STAGE×12 vol.12 『グランドハウストーキョー』（2014年4月9日 - 13日、本多劇場グループ 小劇場B1） - 竹中武志 役
- 舞台『刻め、我ガ肌ニ君ノ息吹ヲ』（2014年7月16日 - 21日、俳優座劇場） - 犬千代 役
- 舞台『ATSUSHI』（2014年7月29日 - 8月3日、本多劇場グループ 小劇場B1） - 亮 役
- ツラヌキ怪賊団 5th Navigation『みんなのうた』（2014年9月3日 - 8日、池袋 シアターグリーン BIG TREE THEATER） - 御影 役、他
- 舞台『ラズベリーボーイ 2』（2014年10月8日 - 13日、俳優座劇場） - 今和泉あゆむ 役
- アフリカ座 11月公演舞台『むぎ 〜永遠の創作物〜』（2014年11月20日 - 24日、池袋 シアターグリーン BIG TREE THEATER） - 尚斗 役
- 進戯団夢命 クラシックス #17 舞台『君の手には夢幻のファクター』（2014年12月17日 - 21日、中目黒キンケロシアター） - リンゴ 役
- Tambourine Stage Presents 舞台『鬼切丸』（2015年1月24日 - 2月1日、池袋 あうるすぽっと） - 聖行（じょうあん） 役
- すくらんぶるえっぐ 第1回公演 舞台『ホームルームは終わらない』（2015年4月29日、中野 ポケット スクエア ザ・ポケット） - 日替わりゲスト
- 進戯団夢命 クラシックス #18 舞台『碧のヴォヤージュ』（2015年5月13日 - 17日、新宿村 LIVE） - フィガロ 役
- 舞台『刻め、我ガ肌二君ノ息吹ヲ』（2015年8月5日 - 9日、シアター1010） - 犬千代 役
- 舞台『轟然〜GO-ZEN〜』（2015年9月17日 - 20日、シアターサンモール） - 一条レイ 役
- 舞台『雛見沢停留所〜ひぐらしのなく頃に原典〜』（2015年8月26日 - 30日、八幡山 ワーサルシアター） - 荒川和也 役
- 戯団夢命 クラシックス #19 舞台『君の瞳には悠限のファクティス』（2015年12月2日 - 6日、新宿村 LIVE） - リンゴ 役
- 舞台『のぶニャがの野望』トライアル公演 このニャかに人猫がいるニャ（2015年12月16日 - 23日、俳優座劇場） - 森ニャンまる 役 ※紅葉美緒は17日・18日・19日・22日公演のみ
- 舞台『のぶニャがの野望』番外公演 ねこ軍議〜飼い猫はどいつニャ?〜（2016年3月1日 - 6日、笹塚ファクトリー） - 森ニャンまる 役 ※紅葉美緒は1日・3日・4日・6日公演のみ
- 舞台『ヴァルプルギスの夜』（2016年4月17日 - 24日、シアターサンモール） - オーディン 役
- 舞台『ラズベリーボーイ3 THE FINAL 〜ハチャメチャ演劇部、ついにラスト!?〜』（2016年5月20日 - 29日、俳優座劇場） - 今和泉あゆむ 役
- 『APHΣ REBELLION -アレス・レベリオン-』（2016年6月23日 - 26日、池袋 あうるすぽっと） - ギリードゥ 役
- 水木英昭プロデュースvol.20 Entertainment Human Comedy! 『眠れぬ夜のホンキートンクブルース 第二章 〜キセキ〜』（2016年8月31日 - 9月8日、紀伊国屋ホール　他） - 瑠璃雄 役
- 朗読劇『LOVE×LETTERS』（2016年10月15日・16日、LAPIN ET HALOT） - 大地 / 海斗 役 ※紅葉美緒は15日公演のみ
- 舞台『熱海殺人事件』『ザ・ロンゲスト・スプリング』（2017年3月15日 - 20日、阿佐ヶ谷アルシェ） - 大山金太郎 役
- 舞台『MARKER LIGHT-BLUE Deeper』（2017年5月3日 - 7日、シアターサンモール） - チボー 役
- 舞台『リトルマン・メイト 〜愛はソーラン、ニシンから守れ〜』（2017年5月17日 - 21日、新宿村 LIVE） - レッド・ミオシン・リーフ 役
- N企画 プロデュース vol.3 舞台『稔』（2017年7月5日 - 9日、高島平 LIVE STAGE hodgepodge） - 森田稔 役
- 舞台『蒼海のティーダ 〜Truth〜 The Five God Chronicle・琉球編』（2017年8月9日 - 13日、CBGKシブゲキ!） - 円城寺猫麿 役
- 『空想ペルクライム / Les Nankayaru』（2017年8月24日 - 27日、中目黒キンケロシアター） - 秋葉雪斗 役
- 舞台『MARKER LIGHT-BLUE Crimson』（2017年11月8日 - 12日、新宿村LIVE） - チボー 役
- BOBJACK THEATER vol.22 舞台『ホーム スイート ホーム 〜はじまり駅のおしまいの日〜』（2017年12月31日、萬劇場） - 影薄男 役 ※日替わりゲスト
- 舞台『SHIT AND LOBSTER』（2018年1月10日 - 14日、吉祥寺シアター） - 江藤 役
- 舞台『ボク達ノ革命』（2018年2月8日 - 12日、中目黒キンケロシアター） - 神楽 役
- 舞台『君よ叫べ、其ノサガノ在ルガ儘ニ』（2018年3月24日 - 4月1日、サンモールスタジオ） - 烏摩勒伽 役
- SPIRAL SQUAD #1 舞台『MURDER』（2018年5月24日 - 27日、新宿スターフィールド） - 新道アラタ 役
- レティクル東京座 Dエンタメ公演 舞台『氷雨丸 -常花の青年遊廓-』（2018年6月6日 - 10日、新宿村 LIVE） - 琥珀 役
- ＠emotion presents Expression vol.8「茶」　舞台『Mad Journey』（2018年7月1日 - 8日、築地本願寺ブディストホール） - 那吒 役
- 舞台『忍ノSAGA 〜風魔の章〜』（2018年8月15日 - 19日、CBGKシブゲキ!!） - 豊臣初春 役
- タグステ 舞台『YOSHITSUNE 〜呪われた英雄〜』（2018年12月5日 - 9日、新宿シアターモリエール） - 梶原景時 役
- SPIRAL CHARIOTS #20 舞台『ゴールデン アックス -GOLDEN AXE-』（2018年12月19日 - 24日、築地本願寺ブディストホール） - プラウド＝クラッガー 役
- タグステ vol.3 舞台『真・YOSHITSUNE』（2018年4月24日 - 28日、CBGKシブゲキ!!） - 梶原景時 役
- 舞台『ヨルハ Ver1.3a』（2019年7月4日 - 7日、サンシャイン劇場　他）
- イベント企画OZ vol.5「ブレインズ・グラフィティ」（2021年4月14日 - 18日、シアターグリーン BIG TREE THEATER）
- 音楽劇「男おいらん～歌舞繚乱～」（2021年6月30日 - 7月4日、新宿村LIVE) - 瑠衣 役
- 舞台『攪拌』（2021年7月13日 - 18日、日暮里　d-倉庫）

### バラエティ
- スパイスTV どーも☆キニナル! - 柳浩太郎 役（再現VTR）
- LaLa女性外来〜ラララ体操コーナー
- 踊る!さんま御殿!! （再現VTR）
- 『中居正広の金曜日のスマたちへ 2時間SP』（2013年1月25日、TBS） - 鬼龍院翔 役（再現VTR）

### 広告

#### CM
- マクドナルド「100円チョコパイ&ティー」

#### スチール
- Z会パンフレット

### VP
- '08 オールバンタンプロモーション

#### WEBラジオ
- 素顔の少年

### ゲーム
- ひぐらしのなく頃に奉（2018年7月26日、Nintendo Switch） - 荒川和也 役（声の出演[2]）
- ひぐらしのなく頃に奉（2019年1月24日、PS4） - 荒川和也 役（声の出演[3]）

## 出版物
- 紅葉美緒 1st写真集「Memorial...」（撮影：ハービー山口、2009年10月24日発売、スタジオワープ） ISBN 4-903451-98-4
- CD「ボクラノヒカリ」（ラジオ『素顔の少年』新OP）
- CD「素顔の少年〜Wish〜」（ミニアルバム）
- CD「アリガトウ/星屑エレジー」（ラジオ『素顔の少年』主題歌）
- 写真集『失恋男子 -シツレンバナシ-』（撮影：圓岡淳 ／ 詩：伊藤マサミ、2017年2月14日発売）